# زرندی
زرندی (به لاتین: Zerendi) یک زیستگاه انسانی در قزاقستان است که در شهرستان زرندی واقع شده‌است.

## خصوصیات
زرندی  ۸٬۳۶۹ نفر جمعیت دارد.